# Callogobius seshaiyai
Callogobius seshaiyai is een straalvinnige vissensoort uit de familie van grondels (Gobiidae). De wetenschappelijke naam van de soort is voor het eerst geldig gepubliceerd in 1960 door Jacob & Rangarajan.